# Державний Миколаївський ремонтний і корабельно-будівельний завод Морського відомства
Державний Миколаївський ремонтний і корабельно-будівельний завод Морського відомства ― казенний завод Уряду Гетьманату, Миколаїв, Україна.
Утворений ухвалою Радою міністрів і затвердженим 10 серпня 1918 року гетьманом Павлом Скоропадським Законом «Про перетворення колишнього відділу Балтійського корабельно-будівельного і механічного заводу у м. Миколаїві, на Херсонщині, в самостійний казенний завод Української Держави». Закон підписаний головою уряду Ф. Лизогубом та виконуючим обов'язки морського міністра капітаном 1 рангу Максимовим.
Законом було передбачено надання заводові нових штатів, «які установлені для заводів Морського Відомства, при чому видатки на утримання заводу віднести на рахунок сум, які будуть одержані заводом за виконання замовлень, а також на рахунок инших засобів заводу».
Це підприємство набуло самостійного державного статусу, а військовий і Торговельний флот УНР необхідну їм ремонтно-будівельну базу. З того часу завод отримав офіційну назву «Державний Миколаївський ремонтний і корабельно-будівельний завод Морського відомства».
На заводі мали право розміщувати свої замовлення державні відомства України, іноземних держав та приватні товариства.